# 선사시대: 공룡이 지배하던 지구
선사시대: 공룡이 지배하던 지구(영어: Prehistoric Planet)는 공룡에 관한 영국-미국 자연 다큐멘터리 TV 시리즈로, 2022년 5월 23일부터 Apple TV+에서 첫 방송되었다. 이 시리즈는 BBC 스튜디오 내추럴 히스토리 유닛(BBC Studios Natural History Unit)에서 제작되었으며 존 패브로가 쇼러너로, 시각 효과는 MPC, 내레이션은 자연사학자 데이비드 애튼버러 경이 맡았다. 이 다큐멘터리는 비조류 공룡이 멸종되기 직전인 6,600만 년 전(마스트리흐트절) 백악기 후기에 전 세계에 살았던 공룡과 기타 선사 시대 동물을 컴퓨터 생성 이미지로 재현한 뒤 따라간다. 정확한 깃털공룡과 추론적인 동물 행동을 포함하여 현재의 고생물학 연구를 사용하여 선사 시대의 삶을 묘사하기 시작했다.
한스 짐머, 카라 탈베(Kara Talve)와 안제 로즈만(Anže Rozman)이 사운드트랙을 작곡했다. 2011년 공룡의 땅 (BBC)(플래닛 다이노소어, Planet Dinosaur) 이후 BBC가 제작한 첫 번째 주요 공룡 중심 다큐멘터리 시리즈이자 전체 세 번째 시리즈이다(첫 번째는 BBC 스튜디오 사이언스 유닛에서 제작한 1999년의 공룡 대탐험였다). 선사시대: 공룡이 지배하던 지구는 시각 효과, 공룡 묘사, 아텐버러의 내레이션으로 비평가들의 찬사를 받았다.

## 전제
6600만년 전 백악기 후기, 전 세계에 살았던 공룡을 컴퓨터 영상으로 재현한 다큐멘터리이다. 깃털 달린 공룡과 같은 최신 고생물학 연구를 사용하여 공룡을 묘사하기 시작했다.

## 에피소드
- 시즌 1 (2022)
- 시즌 2 (2023)
- 이머시브(Immersive, 2024)